# 孟民族党
孟民族党 (縮寫 MNP)是缅甸的一个少数民族政党。

## 历史
该党成立于1988年10月17日，前身为孟民族民主阵线（Mon National Democratic Front，缩写MNDF），在1990年緬甸議會選舉中竞争19个席位，最终赢得了5席。该党的执照在1992年被暂时吊销；参与了对2010年缅甸议会选举的联合抵制。2012年4月26日，该党再次登记以参与2012年缅甸议会补选，但未能赢得任何席位。
该党于2014年改为现名。在2015年緬甸議會選舉中，53名候选人参与了竞选孟邦、德林达依省和克伦邦的席位，这三个地区有大量的孟族人。该党的目标包括建立一个孟族人有更大政治自治权的联邦。